# Jærens prosteri

Prosterier i Stavangers stift. Det ljusgula området på kartan är Jærens prosteri.

Jærens prosteri (norska: Jæren prosti) är ett kontrakt (prosteri, norska: prosti) i Stavangers stift inom Norska kyrkan. Kontraktet omfattar kommunerna Gjesdal, Hå, Klepp och Time i Rogaland fylke i sydvästra Norge.
Namnet kommer från landskapet Jæren, som kontraktet utgör den södra delen av (Sør-Jæren).

## Socknar
Jærens prosteri består av tolv socknar (norska: sokn eller sogn) inom fyra kyrkliga samfälligheter (norska: kirkelige fellesråd), motsvarande kommunerna:

### Gjesdals kyrkliga samfällighet
- Gjesdals socken
- Ålgårds socken

### Hå kyrkliga samfällighet
- Nærbø socken
- Ogna socken
- Varhaugs socken

### Klepps kyrkliga samfällighet
- Bore socken
- Frøyland og Orstads socken
- Klepps socken
- Orre socken

### Time kyrkliga samfällighet
- Bryne socken
- Time socken
- Undheims socken